# Ryan Dancey
Ryan Scott Dancey, normalmente indicato solo come Ryan Dancey (Seattle, 18 ottobre 1968), è un autore di giochi e imprenditore statunitense, conosciuto soprattutto per il suo ruolo nella pubblicazione della Open Gaming License.

## Biografia
Nel 1995 Ryan Dancey era il proprietario di una compagni di distribuzione chiamata Isomedia che stava partecipando con l'Alderac Entertainment Group al finanziamento del gioco di carte collezionabili Legend of the Five Rings e si unì al progetto.
Nel 1996 per meglio gestire la proprietà condivisa i principali finanziatori crearono una nuova compagnia, chiamandola Five Rings Publishing Group. Robert Abramowitz divenne il presidente della nuova compagnia e sia l'Alderac Entertainment Group che l'Isomedia cedettero i propri diritti su Legend of the Five Rings per una parte della proprietà, con Dancey che divenne vicepresidente delle vendite.
All'inizio del 1997 la TSR era sull'orlo della bancarotta ed era alla ricerca di un acquirente. Abramowitz e Dancey negoziarono una trattativa per il suo acquisto che quindi proposero a Peter Adkison presidente della Wizards of the Coast, che l'accettò acquistando la TSR per circa 30 milioni di dollari e come parte della trattativa acquistò anche il Five Rings Publishing Group. Il Five Rings Publishing Group fu dissolto come entità separata e divenne una divisione della Wizards of the Coast e dopo pochi anni fu completamente assorbita. Dancey divenne il responsabile commerciale del dipartimento giochi di ruolo della Wizards.
Nel 1999 è l'ideatore e sostenitore del programma "Rolling Thunder" per cui la Wizards of the Coast pubblicò miniespansioni mensili per diversi dei suoi giochi di carte collezionabili Doomtown, Dune, Legend of the Five Rings  e Rage. Il fatto che le bustine di espansione fossero vendute abbinate a mazzi base ebbe come conseguenza l'introduzione sul mercato di un eccesso di mazzi base e la natura episodica delle espansioni fece sì che ogni episodio fosse acquistato da un numero sempre più ridotto di giocatori e l'esperimento fu sospeso
Nel 2000 insoddisfatto dell'efficienza del dipartimento giochi di ruolo fu tra i proponenti dell'acquisto della Last Unicorn Games pensando che fosse un'organizzazione più snella ed efficiente. L'acquisizione fu comunque di breve durata, due dei principali motivi per l'acquisto erano state le licenze che la Last Unicorn aveva per la produzione di un gioco di ruolo basato sul ciclo di fantascientifica di Dune e su Star Trek. Ma la licenza per Star Trek scadeva al termine del 2000 e fu acquisita dalla Decipher mentre il fondo Frank Herbert chiese di rinegoziare la licenza chiedendo molti più soldi di quanto non avesse richiesto alla Last Unicorn. Nel dicembre 2000 la Hasbro, che aveva acquistato la Wizards of the Coast, richiese che questa riducesse del 10% il suo staff e Bill Slaviceck decise di chiudere la divisione della Last Unicorn.
L'influsso più importante di Dancey sull'industria del gioco di ruolo fu il concepimento della Open Gaming License (OGL) e della d20 System Trademark Licence, basati sul suo convincimento che la vera forza di D&D fosse nella sua comunità di gioco La OGL fu pubblicata dalla Wizards of the Coast per licenziare la terza edizione di Dungeons & Dragons com System Reference Document (SRD) in una mossa propugnata fortemente da Dancey
Successivamente Dancey si ritirò allo stato di consulente e nella riduzione di personale della Wizards del 2002 fu tra i licenziati.
Dal 2007 al 2010 è a capo dell'ufficio marketing della CCP Games, la casa editrice dell'MMORG EVE Online.
Nel 2011 fonda con Lisa Stevens (amministratore delegato della Paizo Publishing) e Mark Kalmes la Goblinworks per la creazione di un MMORPG basato su Pathfinder pubblicato dalla Paizo Publishing.

## Opere
- coautore del gioco di carte collezionabile Legend of the Five Rings (1995)[14]
- coautore di Hero Builder's Guidebook (2000). Supplemento per Dungeons & Dragons